# Габровски карнавал
Габровският карнавал на хумора е карнавал, който се провежда всяка година около 17 май – празника на Габрово, в третата събота на май. В Габрово е наричан Петото годишно време.

## История
Карнавалът се провежда от края на XIX век, когато се прави в събота преди Сирни заговезни. Тогава получава името Олелийня. През 1920-те години в Габрово се провеждат и маскени балове. Тези две събития са предшественика на днешния карнавал на хумора, провеждащ се по централните улици на Габрово. Първото карнавално шествие в този си вид е от 1965 г. Провеждането му е преустановено от 1990 до 1997 г. То е подновено през 1998 г. От 2000 г. Габрово е член на Фондацията на европейските карнавални градове. Всяка година карнавалът има свое мото:
- 2011 г. – „Няма време...“
- 2012 г. – „Животни и хора... Хора и животни...“
- 2013 г. – „Шоуто трябва да продължи“
- 2014 г. – „О, времена! О, нрави!“
- 2015 г. – „Габровец и котка по гръб не падат“[4]
- 2016 г. – „Няма такава държава, но има такъв град“
- 2017 г. – „Да изкукуригаме от смях“
- 2018 г. – „Габрово – мой малък Брюксел“
- 2019 г. – „Маски горе!“
- 2020 г. – „Между изтока и запада“
- 2021 г. – „Следвай котката!“
- 2022 г. – „КОТ доди, ГАД доди“

## Участници
Всяка година в карнавалното шествие се включват хиляди участници от България и чужбина. Традиционно в шествието се включват и представители на побратимения на Габрово белгийски град Аалст. На няколко места по трасето са разположени коментаторски пунктове, от където зрителите получават повече информация за преминаващите участници. Карнавалът завършва с традиционно отрязване на опашката на котка с огромна ножица от кмета на Габрово. Всяка година се правят големи макети на актуални личности и герои от карнавална работилница, включваща четирима художници, двама заварчици и четирима приложници.
През фестивалната седмица се провеждат изложби, открити сцени. Провежда се и Международно биенале на хумора и сатирата в изкуствата, организирано от Дом на хумора и сатирата. По време на фестивалната седмица скулптурата на Рачо Ковача се облича с народна носия. Вечерта след карнавалното шествие в Габрово се провежда „Нощ на музеите“.

## Галерия
- Снимки от карнавала през 2011 г.

- Снимки от карнавала през 2013 г.